# Quần đảo Ashmore và Cartier

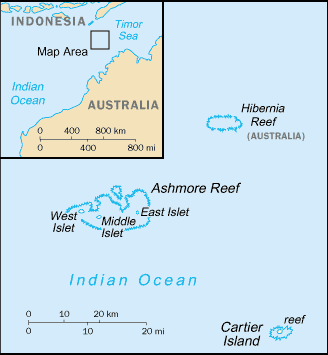
Quần đảo Ashmore và Cartier

Lãnh thổ Quần đảo Ashmore và Cartier là một lãnh thổ không người ở của Úc gồm bốn đảo nhiệt đới thấp nằm trong hai ám tiêu riêng rẽ, cùng với vùng lãnh hải 12 hải lý xung quanh các đảo này. Lãnh thổ này nằm trong Ấn Độ Dương, trên rìa thềm lục địa, cách bờ biển tây bắc Úc chừng 320 km (199 mi) và cách đảo Rote thuộc Indonesia khoảng 144 km (89 mi) về phía nam.
Ám tiêu Ashmore được gọi là Pulau Pasir trong tiếng Indonesia và Nusa Solokaek trong tiếng Rote. Cả hai đều có nghĩa là "đảo cát".